# (378669) Rivas
(378669) Rivas est un astéroïde de la ceinture principale.

## Description
(378669) Rivas est un astéroïde de la ceinture principale. Il fut découvert le 29 avril 2008 à Vicques (Jura) par Michel Ory. Il présente une orbite caractérisée par un demi-grand axe de 2,38 UA, une excentricité de 0,14 et une inclinaison de 5,1° par rapport à l'écliptique.